# John Olver (rugby à XV)
Pas d'image ? Cliquez ici

a Compétitions nationales et continentales officielles uniquement.

b Matchs officiels uniquement.
Dernière mise à jour le 13 juin 2025.
John Olver, né le 23 avril 1961 à Manchester (Angleterre), est un joueur de rugby à XV, qui a joué avec l'équipe d'Angleterre de 1990 à 1992, évoluant au poste de talonneur. 

## Carrière
John Olver obtient sa première cape internationale le 3 novembre 1990, à l'occasion d'un match contre l'équipe d'Argentine. Il dispute seulement trois matchs car un redoutable concurrent est présent à ce poste : Brian Moore. Brian Moore joue avec l'équipe d'Angleterre de 1987 à 1995, ne laissant que les miettes à Graham Dawe et à John Olver. Olver cumule 27 apparitions sur le banc sans entrer en jeu, pour seulement trois matchs comme titulaire : un match pour la Coupe du monde 1991 contre les États-Unis, un test match contre le Canada et un autre contre l'Argentine.

## Statistiques en équipe nationale
- 3 sélections avec l'équipe d'Angleterre
- Sélections par année : 1 en 1990, 1 en 1991, 1 en 1992
- Tournoi des Cinq Nations disputé : aucun